# Шекера, Анатолий Фёдорович
Анато́лий Фёдорович Ше́кера (17 мая 1935, Владивосток — 30 марта 2000, Киев) — артист балета и балетмейстер, главный хореограф Киевского академического театра имени Т. Г. Шевченко. Народный артист Украинской ССР (1983). Лауреат Национальной премии Украины имени Тараса Шевченко (2000), лауреат премии имени Сергея Дягилева, лауреат премии ЮНЕСКО.

## Биография
Родился 17 мая 1935 года в городе Владивосток.
В 1956 году окончил Пермское хореографическое училище (педагоги Екатерина Гейденрейх и Юлий Плахт), а в 1964 году балетную мастерскую студию ГИТИС в Москве. С 1966 по 1994 годы работал балетмейстером Киевского театра оперы и балета. В 1975—1977 и 1994—2000 годах являлся главным балетмейстером театра.
Скончался 30 марта 2000 года в Киеве. Похоронен на Байковом кладбище.

## Постановки
Театр оперы и балета имени Т. Шевченко, Киев
- 1964 — «Лилея» Константина Данькевича
- «Лилея» К. Данькевича (1976)
- 1967 — «Ведьма» Виталия Кирейко
- 1967 — «Предрассветные огни» Леси Дичко
- 1967 — «Легенда о любви» А. Меликова (вторая редакция 1992, восстановлен в 2010 году, постановщик Э. Стебляк)
- 1968 — «Болеро» М. Равеля
- 1968 — «Дафнис и Хлоя» М. Равеля
- 1969 — «Каменный властелин» В. Губаренко
- 1969 — «Каменярi» М. Скорика
- 1971 — «Ромео и Джульетта» С. Прокофьева
- 1972 — «Щелкунчик» П. Чайковского
- 1974 — «Раймонда» А. Глазунова
- 1975 — одноактные балеты «Баллада о Матери» на музыку А. Штогаренко и «Во имя жизни» на музыку Д. Шостаковича в балетном триптихе «Во имя жизни»
- 1977 — «Спартак» А. Хачатуряна
- 1980, 1995 — «Лебединое озеро» П. Чайковского
- 1982 — «Ольга» Е. Станковича
- 1986 — «Прометей» Е. Станковича
- 1996 — «Фантастическая симфония» Г. Берлиоза
- 1999 — «Коппелия» Л. Делиба

## Награды
- 1995 — Почётный знак отличия Президента Украины[5].